# معادلات دیفرانسیل تاخیری
در ریاضیات معادلهٔ دیفرانسیل تأخیری به معادلهٔ دیفرانسیلی گفته می‌شود که در آن مشتقات تابع مجهول در یک زمان مشخص بر حسب تابع و مشتقات آن در زمان‌ها و مکان‌های پیشین خود داده می‌شود. سیستم‌های با معادلات دیفرانسیل تاخیری را عموماً سیستم‌های زمان-تاخیری می‌گویند.
یک معادلهٔ دیفرانسیل تاخیریِ معمولی، به صورت کلی به فرم زیر نوشته می‌شود.
{\displaystyle x'(t)=f(t,x(t),x(t-\tau _{1}),...,x(t-\tau _{m}),x'(t-\sigma _{1}),...,x'(t-\sigma _{n}));t\geq t_{0}}
که در این معادله شرط اولیه، توسط یک تابع تاریخچهٔ آغازین مشخص می‌شود. این تابع تاریخچهٔ آغازین به شکل زیر است.
{\displaystyle x(t)=\phi (t);t\leq t_{0}}
در این حالت به ازای هر {\displaystyle 1\leq i\leq m} و  {\displaystyle 1\leq j\leq n}، {\displaystyle \tau _{i}}ها و  {\displaystyle \sigma _{j}}ها را تاخیرهای زمانی می‌نامند. علاوه بر این اگر معادلهٔ دیفرانسیل تأخیری دارای تاخیرهای  {\displaystyle \sigma _{j}}باشد، آنگاه آن معادلهٔ دیفرانسیل را یک معادلهٔ دیفرانسیل تأخیری خنثی می‌نامیم.
یک معادلهٔ دیفرانسیل تأخیری همانند یک معادلهٔ دیفرانسیل معمولی یا یک معادلهٔ دیفرانسیل جزئی می‌تواند بدون پاسخ یا دارای بی‌نهایت پاسخ باشد. برای یک معادلهٔ دیفرانسیل تأخیری تنها زمانی پاسخ منحصر به فرد موجود است، که شرایط اولیهٔ مناسب در کنار آن الحاق شود.

## انواع تاخیر
1. تأخیر گسسته (عدد ثابت)

در این حالت تاخیرهای زمانی به صورت یک عدد ثابت نمایان می‌شود.
1. تأخیر به صورت تابعی بر حسب زمان

در این حالت، معادلهٔ دیفرانسیل تأخیری بدون شرط آغازین به شکل کلی زیر است:
{\displaystyle x'(t)=f(t,x(t),x'(t-\tau (t)));t\geq t_{0}}
و شرط آغازین عبارت است از:
{\displaystyle x(t)=\phi (t);t\leq t_{0}}
1. تأخیر به صورت تابعی برحسب زمان و مکان

در این حالت، معادلهٔ دیفرانسیل تأخیری به صورت زیر است.
{\displaystyle x'(t)=f(t,x(t),x'(t-\tau (t,x(t))))}
و شرط آغازین عبارت است از:
{\displaystyle x(t)=\phi (t);t\leq t_{0}}
1. تأخیر پیوسته (انتگرالی)

در این حالت، معادلهٔ دیفرانسیل تأخیری به صورت زیر است.
{\displaystyle x'(t)=f(t,x(t),\int _{-\infty }^{t_{0}}x(t+\tau )d\mu );t\geq t_{0}}
و شرط آغازین عبارت است از:
{\displaystyle x(t)=\phi (t);t\leq t_{0}}

## حل معادلات دیفرانسیل تاخیری
معادلات دیفرانسیل تاخیری عموماً گام به گام و توسط روشی که به روش گام‌ها معروف است، حل می‌شوند. برای مثال یک معادلهٔ دیفرانسیل تأخیری با تأخیر ثابت را در نظر بگیرید.
{\displaystyle {\frac {dx(t)}{dt}}=f(x(t),x(t-\tau ))}
با شرایط اولیهٔ {\displaystyle \phi :[-\tau ,0]\to R^{n}}، آنگاه جواب در بازهٔ {\displaystyle [0,\tau ]} تابع {\displaystyle \psi (t)} است که یک پاسخ مسئلهٔ مقداراولیهٔ غیرهمگن زیر است.
{\displaystyle {\frac {d\psi (t)}{dt}}=f(\psi (t),\phi (t-\tau ))}
که {\displaystyle \psi (0)=\phi (0)}. این روش برای بازه‌های مختلف تکرار می‌شود و پاسخ نهایی معادله بر بازهٔ مورد نظر به دست می‌آید.

### مثال
معادلهٔ {\displaystyle f(x(t),x(t-\tau ))=ax(t-\tau )} با {\displaystyle \phi (t)=1} درنظر بگیرید. در این حالت مسئلهٔ مقداراولیه می‌تواند به شکل زیر حل شود.
{\displaystyle x(t)=x(0)+\int _{s=0}^{t}{\frac {d}{dt}}x(s)ds=1+a\int _{s=0}^{t}\phi (s-\tau )ds}
برای مثال اگر {\displaystyle x(t)=at+1} که شرط آغازین آن {\displaystyle x(0)=\phi (0)=1} است. به‌طور مشابه برای بازهٔ {\displaystyle t\in [\tau ,2\tau ]}
انتگرال می‌گیریم و تابع پاسخ را پیدا می‌کنیم.
{\displaystyle x(t)=x(\tau )+\int _{s=\tau }^{t}{\frac {d}{dt}}x(s)ds=a\int _{s=\tau }^{t}(a(s-\tau )+1)ds+(a\tau +1)}
که در این حالت
{\displaystyle x(t)=(a\tau +1)+a(t-\tau ){\big (}{\frac {a(t-\tau )}{2}}+1{\big )}}

## تبدیل معادلهٔ دیفرانسیل تأخیری به معادلهٔ دیفرانسیل معمولی
یکی دیگر از راه‌های حل یک معادلهٔ دیفرانسیل تأخیری، تبدیل آن به دستگاهی از معادلات دیفرانسیل معمولی است.
1. مثال ۱

معادلهٔ دیفرانسیل تأخیری با تأخیر پیوستهٔ زیر را در نظر بگیرید.
{\displaystyle {\frac {d}{dt}}x(t)=f{\bigg (}t,x(t),\int _{-\infty }^{0}x(t+\tau )e^{\lambda \tau }d\tau {\bigg )}}

با معرفی {\displaystyle y(t)=\int _{-\infty }^{0}x(t+\tau )e^{\lambda \tau }d\tau } به دستگاه معادلات دیفرانسیل معمولی زیر می‌رسیم.
{\displaystyle {\frac {d}{dt}}x(t)=f(t,x,,y)}
,
{\displaystyle {\frac {d}{dt}}y(t)=x-\lambda y}
1. مثال۲

معادلهٔ
{\displaystyle {\frac {d}{dt}}x(t)=f{\Big (}t,x(t),\int _{-\infty }^{0}x(t+\tau )cos(\alpha \tau +\beta )d\tau {\Big )}}
با دستگاه زیر معادل است.
{\displaystyle {\frac {d}{dt}}x(t)=f(t,x,y)}
{\displaystyle {\frac {d}{dt}}y(t)=cos(\beta x)+\alpha z}
{\displaystyle {\frac {d}{dt}}z(t)=sin(\beta x)-\alpha y}
که در این دستگاه{\displaystyle y=\int _{-\infty }^{0}x(t+\tau )cos(\alpha \tau +\beta )d\tau } و {\displaystyle z=\int _{-\infty }^{0}x(t+\tau )sin(\alpha \tau +\beta )d\tau } است.

## معادلهٔ مشخصه
به‌طور مشابه با معادلات دیفرانسیل معمولی، معادلات دیفرانسیل تاخیری نیز می‌توانند با روش معادلهٔ مشخصه تحلیل شوند. معادلهٔ مشخصهٔ متناظر با معادلهٔ دیفرانسیل تأخیری خطی با تاخیرهای گسستهٔ زیر 
{\displaystyle {\frac {d}{dt}}x(t)=A_{0}x(t)+A_{1}x(t-\tau _{1})+...+A_{m}x(t-\tau _{m})}
برابر است با:
{\displaystyle det(-\lambda I+A_{0}+A_{1}e^{-\lambda \tau _{1}}+...+A_{m}e^{-\lambda \tau _{m}})=0}
{\displaystyle \lambda } ریشهٔ معادلهٔ مشخصه است که به آن ریشه یا مقدار ویژه می‌گویند. برخلاف معادلهٔ دیفرانسیل معمولی در این حالت معادلهٔ مشخصه تعداد زیادی مقدار ویژه دارد که این مقادیر ویژه یک طیف تشکیل می‌دهند. معادلهٔ مشخصهٔ یک معادله دیفرانسیل تأخیری به علت وجود تابع نمایی یک معادلهٔ غیرخطی است که نمی‌توان آن را از روش‌های معمولِ تحلیلی حل کرد؛ بنابراین برای حل این معادلات از روش‌های عددی و نرم‌افزارها کمک می‌گیریم.
- مثال

معادلهٔ دیفرانسیل تأخیری زیر را در نظر بگیرید.
{\displaystyle {\frac {d}{dt}}x(t)=-x(t-1)}
معادلهٔ مشخصهٔ این معادله برابر است با:
{\displaystyle -\lambda -e^{-\lambda }=0}
که این معادله ریشهٔ حقیقی ندارد و برای حل آن در صفحهٔ مختلط از روش‌های عددی و نرم‌افزار کمک می‌گیریم.